# Mörk taggstjärt
Mörk taggstjärt (Synallaxis moesta) är en fågel i familjen ugnfåglar inom ordningen tättingar.

## Utseende och läte
Mörk taggstjärt är en medelstor (16–17 cm) taggstjärt med som namnet avslöjar mörk fjäderdräkt. Den är huvudsakligen grå, med mörkt kastanjebruna vingar, kastanjebrun hjässa, mörkare bruna skuldror och en lång kastanjebrun stjärt. Lätet består av låga och nasala tjattrande ljud.

## Utbredning och systematik
Mörk taggstjärt delas in i tre underarter med följande utbredning:
- Synallaxis moesta moesta – förekommer i tropiska och subtropiska östra Anderna i Colombia
- Synallaxis moesta obscura – förekommer i tropiska sydöstra Colombia
- Synallaxis moesta brunneicaudalis – förekommer i östra Ecuador och nordöstra Peru (San Martín och Loreto)

## Status och hot
Arten har ett stort utbredningsområde, men tros minska i antal, dock inte tillräckligt kraftigt för att den ska betraktas som hotad. Internationella naturvårdsunionen IUCN listar arten som livskraftig (LC).